# 2817 Perec
2817 Perec (1982 UJ) là một tiểu hành tinh vành đai chính được phát hiện ngày 17 tháng 10 năm 1982 bởi E. Bowell ở Flagstaff (AM).